# Jarovići (Goražde)
Jarovići  es un pueblo ubicado en el municipio de Goražde, en el cantón de Podrinje Bosnio, Bosnia y Herzegovina.

## Superficie
Cuenta con una superficie de 2,65 km².

## Demografía
Hasta 2013 la población era de 35 habitantes, con una densidad de población de 13,2 hab/km².
| Gráfica de evolución demográfica de Jarovići entre 1961 y 2013                     |
|                                                                                    |
| Datos según Population statistics of Eastern Europe & former USSR y Statistika.ba. |